# Ндьефи, Пьюс
Пьюс Ндьефи́-Сьеленю́ (фр. Pius Ndiefi Sielenu; род. 5 июля 1975, Дуала) — камерунский футболист, нападающий, с 2000 по 2005 годы — игрок сборной Камеруна. В составе сборной принимал участие во многих международных турнирах.

## Карьера

### Клубная
Ндьефи начал профессиональную карьеру в клубе «Ланс» в 1993 году. Наибольшую известность камерунский футболист приобрёл по выступлениям за французский клуб «Седан», где провёл 8 сезонов. Игрок вместе с клубом прошёл путь от любительского чемпионата Франции, в котором «Седан» играл в сезоне 1996/97, до высшего дивизиона страны — Лиги 1, куда команда попала по итогам сезона 1998/99. В сезоне 2000/01 Ндьефи забил 10 голов в 27 матчей, тем самым, он помог клубу занять 5 место в чемпионате и получить право на выступление в Кубке УЕФА. В сезоне 2001 году «Седан» провёл 2 встречи с чешским клубом «Марила» из Пршибрама в рамках первого раунда Кубка УЕФА. Первая игра завершилась разгромом французов со счётом 0:4, вторую «Седан» выиграл 3:1, и один из голов забил Ндьефи.
В 2003 году Ндьефи покинул «Седан», который в сезоне 2002/03 вылетел из Лиги 1. Футболист перешёл в катарский клуб «Аль-Гарафа», затем в 2005 году подписал контракт с командой «Жерминаль Беерсхот» из Бельгии. Позже игрок провёл 2 сезона за
«Париж» из Национального чемпионата. С 2008 года Ндьефи выступает за команду «Сен-Пьерруаз» с острова Реюньон.

### В сборной
Ндьефи дебютировал в основной сборной Камеруна в 2000 году. До этого в 1993 году камерунец участвовал в молодёжном чемпионате мира. Футболист принимал участие в двух Кубках африканских наций: 2000 и 2002 (оба раза Камерун становился чемпионом). В 2002 году Пьюс Ндьефи вместе со сборной поехал на чемпионат мира 2002, где один раз выходил на поле в матче против Саудовской Аравии. Также футболист дважды играл за Камерун на Кубке конфедераций: 2001 и 2003. На Кубке конфедераций-2003 Камерун занял 2 место, и Ндьефи сыграл в достижении этого результата важную роль. 26 июня 2003 года на стадионе «Стад Жерлан» в Лионе проходил полуфинальный матч Камерун — Колумбия. На 9-й минуте гол в ворота колумбийской сборной забил Пьюс Ндьефи, и этот мяч оказался единственным. Всего камерунский футболист провёл за сборную 31 матч и забил 1 гол.